# Ваздухопловна база Канон
Ваздухопловна база Канон (енгл. Cannon Air Force Base) насељено је место без административног статуса у америчкој савезној држави Њу Мексико.

## Демографија
По попису из 2010. године број становника је 2.245, што је 312 (-12,2%) становника мање него 2000. године.
| Група             | 2000.         | 2010.         |
| Белци             | 1.645 (64,3%) | 1.421 (63,3%) |
| Афроамериканци    | 341 (13,3%)   | 291 (13,0%)   |
| Азијати           | 146 (5,7%)    | 58 (2,6%)     |
| Хиспаноамериканци | 310 (12,1%)   | 338 (15,1%)   |
| Укупно            | 2.557         | 2.245         |